# Kristine DeBell
Kristine DeBell (ur. 10 grudnia 1954 w Chatham w Nowym Jorku) – amerykańska aktorka i fotomodelka.

## Życiorys
Wychowywała się na małej farmie w północnej części stanu Nowy Jork. Jako młoda dziewczyna uczęszczała na lekcje baletu i brała udział w zajęciach z emisji głosu. W wieku 14 lat zaczęła pracować jako modelka dla Macy’s. W pierwszej klasie liceum wzięła udział w przesłuchaniu i wygrała rolę Marty w musicalu Dźwięki muzyki. Następnego lata w rodzinnym mieście Chatham otwarto słynny Mac-Haydn Theatre, prezentując Dźwięki muzyki jako ostatni spektakl w tym sezonie. Kristine ponownie wzięła udział w przesłuchaniu do roli Marty, jednak producenci uznali, że jej głos jest zbyt dojrzały i obsadzili ją jako niegrzeczną postulantkę. Był to początek owocnych czterech sezonów występów z The Mac-Haydn Theatre. Po ukończeniu szkoły średniej i roku studiów w Berkeley College, podjęła studia w Fashion Merchandising. Wkrótce zaczęła pracować jako modelka dla Ford Models w Nowym Jorku. W 1975 związała się z producentem filmowym Billem Osco.
Mając 22 lata debiutowała w roli Alicji w pornograficznej wersji muzycznej powieści Lewisa Carrolla Alicja w Krainie Czarów (1976). W kwietniu 1976 trafiła na okładkę magazynu „Playboy” sfotografowanej przez Suze Randall. W sierpniu 1976 pojawiła się także w książce ze zdjęciami Helmuta Newtona zatytułowanej From 200 Motels or How I Spent my Summer Vacation (200 Moteli, czyli jak spędziłam letnie wakacje), z których 11 oryginalnych odbitek zostało sprzedanych na aukcji z archiwów „Playboya”. W czerwcu 1977 znalazła się na okładce magazynu „Playgirl”. 
Grała w wielu filmach, w tym w dramacie Roberta Mulligana Bracia krwi (Bloodbrothers, 1978) z udziałem Richarda Gere’a, komedii Ivana Reitmana Pulpety (Meatballs, 1979) u boku Billa Murraya i komedii sensacyjnej Roberta Clouse Wielka rozróba (The Big Brawl, 1980) u boku Jackie Chana. 
Gościła także w na małym ekranie w serialach telewizyjnych, w tym w operze mydlanej Żar młodości (The Young & The Restless, 1973) czy sitcomie NBC Nocny sąd (Night Court, 1984) z Harrym Andersonem. W połowie lat 80. opuściła przemysł filmowy i telewizyjny, aby wychowywać swoje dzieci na rasowej farmie w północnej części stanu Nowy Jork. Występowała w regionalnych produkcjach teatralnych, m.in. w roli Blanche Dubois w sztuce Tennessee Williamsa Tramwaj zwany pożądaniem. W 2008 powróciła do Los Angeles.